# Stavroula Constantinou
Stavroula Constantinou (Dekelia, Bases Soberanas de Akrotiri y Dekelia, 1975) es una académica chipriota especializada en literatura bizantina.

## Biografía
Constantinou nació en 1975 en Dekelia, Bases Soberanas de Akrotiri y Dekelia (isla de Chipre). Estudió literatura bizantina en la Universidad de Chipre desde 1992 hasta 1996, literatura medieval occidental en la Universidad Libre de Berlín desde 1997 hasta 1999 y literatura griega moderna en la Universidad de Cambridge desde 1999 hasta 2004. Comenzó a doctorarse en el año 2000 por la Universidad Libre de Berlín, donde obtuvo su doctorado en literatura bizantina en el 2003.
Enseña filología bizantina en la Universidad de Chipre desde 2004. Entre 2010 y 2011 fue investigadora de la Fundación Alexander Von Humboldt (en alemán: Alexander von Humboldt-Stiftung) de la Universidad Libre de Berlín. Ha abordado varios campos de investigación, como la hagiografía, los géneros literarios bizantinos, la poesía, las representaciones y el feminismo. También ha publicado dos libros, Female corporeal performances: reading the body in Byzantine passions and lives of holy women en 2005 y Court ceremonies and rituals of power in Byzantium and the medieval Mediterranean: comparative perspectives en 2013. Es miembro del European Cultural Parliament.